# Fond du Lac 231
Fond du Lac 231 är ett reservat i Kanada.   Det ligger i provinsen Saskatchewan, i den centrala delen av landet, 2 600 km nordväst om huvudstaden Ottawa.
Trakten runt Fond du Lac 231 består i huvudsak av gräsmarker. Trakten runt Fond du Lac 231 är nära nog obefolkad, med mindre än två invånare per kvadratkilometer.